# Terra Indígena Munduruku
A Terra Indígena Mundurucu é um território indígena no estado do Pará. É ocupada pelos povos Apiacá e Munduruku. Uma barragem proposta no rio Tapajós está suspensa porque inundaria parte do território, e a constituição não permite projetos que forçariam o realojamento de indígenas.
Segundo o Instituto Socioambiental, a população munduruku tem atualmente cerca de 14 mil pessoas.

## Localização
A Terra Indígena Mundurucu está dividida entre os municípios de Itaituba e Jacareacanga, ambos no Pará. Tem uma área de 2.382.000 hectares (5.890.000 acres). O território faz divisa com a Terra Indígena Sai Cinza ao norte e com a Terra Indígena Kayabi ao sul. O rio Tapajós  e seu afluente, o Teles Pires, definem os limites norte e oeste do território. A leste, faz divisa com a Floresta Nacional do Crepori e com o Parque Nacional do Rio Novo.
A Terra está inteiramente na bacia do rio Tapajós, no bioma amazônico. Os principais rios são o Rio Teles Pires, Rio Anipiri, Rio Tapajós, Rio Cururu, Igarapé Wareri, Igarapé Parawadukti, Rio Cadiriri, Rio Cabitutu, Rio das Tropas, Rio Kaburuá, Igarapé Preto e Igarapé Maçaranduba.

## História
A Terra Indígena Mundurucu foi oficialmente reconhecida por decreto de 26 de fevereiro de 2004. O reservatório da proposta Barragem de Chacorão no Rio Tapajós afetaria os povos indígenas Munduruku, Kayabí e Apiacá. Inundaria 18.700 hectares (46.000 acres) da Terra Indígena Munduruku.
Até 2010,  a Eletronorte não havia solicitado o registro na Agência Nacional de Energia Elétrica para iniciar os estudos de viabilidade da Usina Hidrelétrica Chacorão. Um porta-voz disse que sem mudança na constituição não há como realizar projetos em territórios indígenas.
Nos últimos anos a reserva vem sendo ameaçada com a presença de garimpeiros ilegais por meio da contaminação de mercúrio e o desmatamento.

## Comunidade
Em 2002, estimava-se que havia 10.065 indígenas na região do Alto Tapajós, em cerca de 80 aldeias. No entanto, as aldeias estão constantemente sendo dissolvidas e reconstituídas. O maior número de Munduruku vive na Terra Indígena Mundurucu, com a maioria das aldeias ao longo do rio Cururu, um afluente do Tapajós. A Terra Indígena Munduruku é ocupada principalmente por Munduruku, mas também por povos das etnias Apiacá, Kayabí, Kayapó, Tembé e Rikbaktsa.
A população estimada do território era de 2.420 em 1990, 5.075 em 1995 e aumentou para 6.518 em 2012. Existem duas organizações indígenas, a Associação Da'uk (AIP) e o Conselho Indígena Munduruku do Alto Tapajós (CIMAT). O estado é representado no território pela Funai. A Igreja Católica opera a Missão de São Francisco. O território conta com várias bases da FUNASA, cada uma com um pequeno prédio com sala de espera, laboratório para exames de malária, sala de internação e alojamento para funcionários.